# Mathias Tantau
Mathias Tantau (* 10. September 1882 in Uetersen; † 26. Juni 1953 ebenda) war ein deutscher Rosenzüchter.

## Leben
Mathias Tantau wurde 1882 in Uetersen als Sohn eines Landwirts geboren. Nach dem regulären Schulbesuch machte er eine Lehre als Baumschulgärtner. Danach war er für ein Jahr in der Rosenschule von Peter Lambert in Trier tätig. Von dort aus zog es ihn nach Frankreich und in die Schweiz, wo er in verschiedenen Rosenbaumschulen arbeitete.
Nach einigen Jahren kehrte er zurück nach Uetersen, wo er im Jahre 1906 auf einem Stück Land seines Vaters eine Baumschule aufbaute. Doch sein Hauptaugenmerk lag in dem Anbau von Gartenrosen und Rosenhochstämmen. Durch gute Vermarktung stieg bis 1914 die Anzahl der jährlich produzierten Rosenpflanzen auf über 250.000 an und die der Rosenwildlinge auf über 3 Millionen, dazu kamen noch einige Tausend Hochstammrosen. In dieser Zeit entstand daraus der weltbekannte Rosenzuchtbetrieb Rosen Tantau. Der darauf folgende Erste Weltkrieg brachte große Umsatzeinbußen mit sich, und die Rosen kamen aus der Mode. In dieser Zeit begann Mathias Tantau mit der Zucht von neuen Rosensorten. Die ersten beiden neuen Sorten waren Stadtrat Meyn und Schöne von Holstein, die er 1919 vorstellte. Es folgten weitere Sorten wie Rotelfe, die 1922 erschien.
Am 10. August 1925 ereignete sich dann eine ungewöhnliche Naturkatastrophe in Uetersen. Eine Windhose der Stärke F3 zerstörte große Teile der Stadt und die Rosenfelder sowie die vorhandenen Gewächshäuser. Da die Schäden nicht durch Versicherungen gedeckt waren, stand Mathias Tantau vor dem Ruin. Nur mit größten Anstrengungen konnte der Betrieb wieder aufgebaut werden, und es folgten weitere neue Rosensorten, wie Johanneszauber, Professor Gnau und Tantaus Überraschung.
Im Jahr 1933 gründete er dann zusammen mit Wilhelm Kordes und dem Uetersener Gärtnermeister und späteren Bürgermeister Ernst Ladewig Meyn das Rosarium Uetersen, den ältesten und größten Rosengarten Norddeutschlands.
Mathias Tantau verstarb am 26. Juni 1953 in Uetersen. Eine seiner letzten Züchtungen war die berühmte Rose Schweizer Gruß (Red Favorit), die 1953 erst nach seinem Tod auf den Markt kam.
Sein Sohn Mathias Tantau jun. wurde ebenfalls Rosenzüchter und übernahm 1948 den Betrieb des Vaters.

## Rosenzüchtungen von Mathias Tantau
| Sorte                | Farbe        | Jahr | Bemerkung                          | Foto |
| -------------------- | ------------ | ---- | ---------------------------------- | ---- |
| Stadtrat Meyn        | rot          | 1919 |                                    |      |
| Schöne von Holstein  | pink         | 1919 |                                    |      |
| Rotelfe              | blutrot      | 1922 |                                    |      |
| Johanniszauber       | rot          | 1926 |                                    |      |
| Professor Gnau       | weiß         | 1928 |                                    |      |
| Johanna Tantau       | weiß         | 1930 |                                    |      |
| Johanna Röpke        | rosa         | 1931 |                                    |      |
| Heros                | karminrot    | 1934 |                                    |      |
| Euterpe              | hellgelb     | 1937 |                                    |      |
| Uetersen             | rot          | 1939 |                                    |      |
| Karl Weinhausen      | rot          | 1942 |                                    |      |
| Käthe Duvigneau      | blutrot      | 1942 |                                    |      |
| Lissy Horstmann      | rot          | 1943 |                                    |      |
| Tantaus Überraschung | scharlachrot | 1943 |                                    |      |
| Silberlachs          | lachsrosa    | 1944 |                                    |      |
| Direktor Bentschop   | cremeweiß    | 1945 |                                    |      |
| Fanal                | rot          | 1946 |                                    |      |
| Märchenland          | rosa         | 1946 |                                    |      |
| Garnette             | dunkelrot    | 1947 |                                    |      |
| Schweizer Gruß       | blutrot      | 1953 | Erste Tantau-Rose mit ADR-Prädikat |      |